# Netlabel
Netlabel (nazywany również on-line label, web label lub mp3 label)  – ogólna nazwa firm i nieformalnych grup zajmujących się szczególnym sposobem dystrybucji muzyki w Internecie, głównie w formie elektronicznej (w postaci skompresowanych plików MP3 lub Ogg Vorbis). Netlabele często funkcjonują jak tradycyjne wytwórnie płytowe nagrywając i promując wydawnictwa muzyczne (np. single, albumy oraz składanki). Większość z nich posługuje się metodami "marketingu partyzanckiego" w celu promocji swojej działalności, nie wydając pieniędzy na tradycyjne techniki reklamowe. Niektóre "netlabele" prowadzą działalność komercyjną.
Podstawowa różnica między netlabelem a tradycyjną wytwórnią płytową polega na tym, że netlabel udostępnia swoje wydawnictwa w formie elektronicznej, poprzez internet i często za darmo, w przeciwieństwie do tradycyjnych wydawnictw bazujących na płytach winylowych, CD czy DVD. Bardzo często muzykę wydaje się na licencjach, które umożliwiają swobodne rozpowszechnianie oraz wykorzystanie utworów, z jednoczesnym zachowaniem praw przez autora np. na podstawie licencji Creative Commons.